# Związek gmin Zwiefalten-Hayingen
Związek gmin Zwiefalten-Hayingen – związek gmin (niem. Gemeindeverwaltungsverband) w Niemczech, w kraju związkowym Badenia-Wirtembergia, w rejencji Tybinga, w regionie Neckar-Alb, w powiecie Reutlingen. Siedziba związku znajduje się w miejscowości Zwiefalten.
Związek zrzesza jedno miasto i dwie gminy wiejskie:
- Hayingen, miasto, 2 127 mieszkańców, 63,31 km²
- Pfronstetten, 1 540 mieszkańców, 54,10 km²
- Zwiefalten, 2 067 mieszkańców, 45,43 km²